# Бурове судно

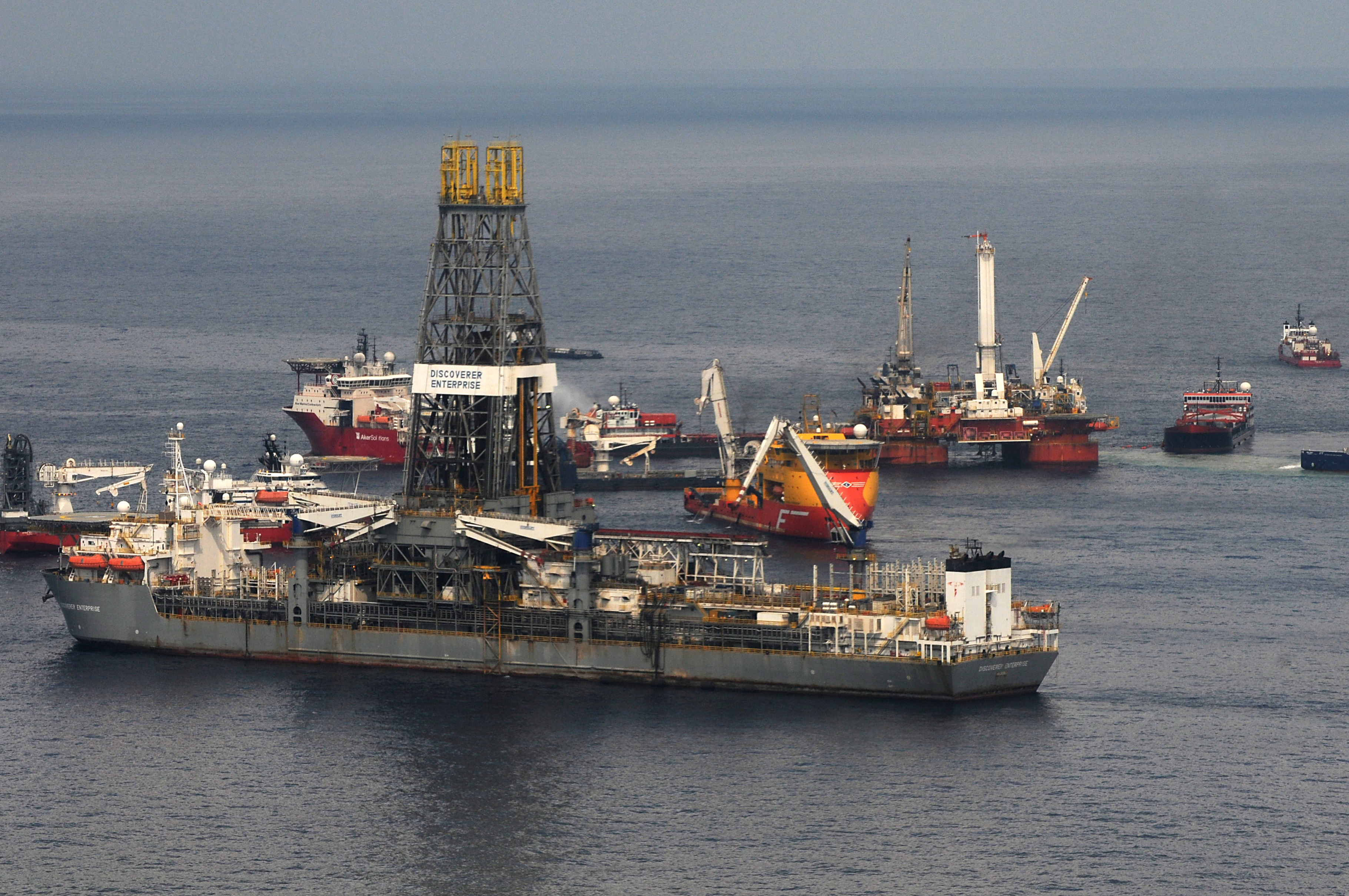
Бурове судно Discoverer Enterprise.

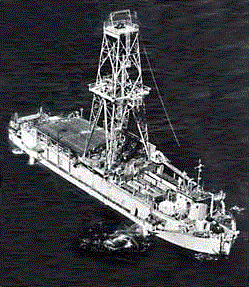
Бурове судно.

Бурове́ су́дно (рос. буровое судно; англ. drillship; drilling vessel; нім. Bohrschiff n) — плавуча споруда для морського буріння свердловин, обладнана центральним прорізом в корпусі, над яким встановлена бурова вежа, і системою для утримання судна над гирлом свердловини.

## Історія
Судна, призначені для буріння нафтових свердловин на дні океанів, являють собою плавучу платформу з усім арсеналом інженерного обладнання. Першим офшорним буровим судном став «CUSS 1» (1962 р.), розроблений для проекту Mohole, щоб пробурити земну кору. Одне з перших таких суден — «Іль-де-Франс» — має довжину 50 метрів і водотоннажність 500 т. Судно «Іль-де-Франс» стало до ладу з січня 1966 р. Це судно з коротким і широким корпусом, приблизно трикутної форми, нафтовидобувники називають баржею. Платформа розміщується на чотирьох металевих опорах (ґратчасті конструкції типу Ейфелевої вежі) висотою до 60 метрів та ще приблизно такої ж висоти досягає бурова вежа.
Уперше буріння із застосуванням бурового судна розпочате в Атлантичному океані в 1968 (з амер. судна «Гломар Челленджер»).

## Сьогодення
Сучасні бурові судна, як правило, самохідні, з необмеженим районом плавання. Водотоннажність Б.с. 6-30 тис.т, дедвейт 3-8 тис.т, потужність енергетичного устаткування, яке забезпечує бурові роботи, позиціювання і хід судна до 16 МВт, швидкість ходу до 15 вузлів, автономність по запасах 3 місяці. На Б.с. застосовуються заспокоювачі хитання, що дають змогу проводити буріння свердловин при хвилюванні моря 5—6 балів; при більшому хвилюванні буріння припиняється і судно знаходиться в штормовому відстої із зміщенням від свердловини (відстань до 6-8 % від глибини моря) або бурильна колона від'єднується від гирла свердловини. Сучасні Б.с. забезпечують роботу на глибинах морів та океанів понад 4 000 м («Світ науки», травень 1998, с. 38).
Одними з найбільш сучасних і технічно досконалих бурових суден є серія «Океан», збудована на замовлення американської компанії DIAMOND Offshore у 2013—2014 рр. Флагман цієї групи корабель Ocean BlackHawk має водотоннажність — 70455 т, довжину — 229 м, ширину — 36 м, висоту бурової вежі — 64 м, має екіпаж — 210 осіб, забезпечує глибину буріння — 12000 м. Варто звернути увагу на перевагу цих суден у мобільності. Приміром, переміщення судна із Мексиканської затоки до узбережжя Анголи займає близько 20 діб, тоді як буксирування напівзануреної бурової установки — 70 діб.
На відміну від напівзанурених бурових установок (НЗБУ), БС більше схильні до хитавиці, що дещо обмежує їх працездатність. Допустимі значення вертикальної качки для БС — 3,6 м, а для НЗБУ — 5 м. Так як завдяки частковому зануренню нижніх понтонів НЗБУ їх вертикальне відхилення становить лише 20 — 30 % від висоти хвилі, буріння з них можна здійснювати при значно більшому хвилюванні моря, ніж при бурінні з БС.

## Конструктивні особливості
Для утримування Б.с. в заданій точці буріння в межах, які допускаються жорсткістю колони бурильних труб, застосовують 2 системи позиціювання: статичну (з використанням заякорення судна) і динамічну стабілізацію (з допомогою гребних ґвинтів і підкермовувальних пристроїв). Якірна система застосовується для Б.с. при глибині моря до 300 м; містить троси і ланцюги, спеціальні якорі масою 9-13,5 т (8-12 шт.), якірні лебідки із зусиллям по 2 МН, обладнані контрольно-вимірювальною апаратурою. Розміщення якорів і їх виймання проводиться з допоміжних суден. Для збільшення маневреності і скорочення часу роботи при виході з точки буріння використовують т. зв. якірні системи кругової орієнтації судна (спеціально вмонтована в центрі корпусу судна турель з майданчиком, на якому змонтовано весь якірний пристрій, в тому числі лебідки).
Різновид Б.с. — т. зв. шланго-кабельні судна, призначені в основному для інженерно-геологічного буріння на глибину 200 м при глибині моря до 600 м. Вони обладнуються системою динамічної стабілізації, гнучким шлангокабелем, завдяки чому вимоги щодо зміщення судна відносно гирла свердловини ставляться менш жорсткі, ніж при використанні бурильних труб.
Палуба на буровому судні– суцільне водонепроникне горизонтальне перекриття в корпусі або надбудові судна (плавзасобу) у вигляді підлоги. П. встановлюють на горизонтальній баржі самопідіймального устатковання, як платформу над корпусом напівзануреної структури і як попередньо змонтовану в заводських умовах секцію стаціонарної платформи, що розташована на опорному блоці решітчастого типу. На палубі розміщують палубні блоки, на бурових суднах — бурове обладнання і експлуатаційне устатковання.
ШАХТА БУРОВА — отвір у корпусі бурового судна, баржі чи напівзануреного бурового устатковання, через який ведуться спуско-підіймальні операції під час буріння, завершення чи ліквідації свердловини. Бурова шахта плавного устатковання розміщена в центрі його корпуса, де коливання судна найменш відчутні.
ШАХТА ВОДОЛАЗНА — отвір у корпусі бурового судна або плавної напівзануреної бурової платформи для опускання водолазного ковпака.
ШАХТА ЦЕНТРАЛЬНА (бурового судна) — вертикальна подовжена порожнина в корпусі бурового судна (плавної напівзануреної бурової основи), яка служить для спуску бурового інструменту і обладнання до підводного гирла свердловини.

## Допоміжні бурові судна
З допоміжних суден виконується ряд допоміжних операцій морського буріння, зокрема, розстановка якорів і їх прибирання. Допоміжні судна часто використовуються в зоні шельфу, наприклад у Венесуелі, де глибина води невелика і де невеликі і дешеві платформи можуть бути використані ефективно.
Бурове судно, забезпечене всім необхідним обладнанням для буріння з платформи, стає на якір поряд з платформою. В якості допоміжного бурового судна може бути баржа або напівзанурена установка.